# Brian McGrath
Brian McGrath is een Ierse traditionele muzikant, hij speelt banjo, keyboards en piano. Hij is afkomstig uit  Brookeborough, County Fermanagh in Ierland waar zijn familie een pub had. Hij probeerde diverse instrumenten uit voor hij ontdekte dat de banjo zijn favoriete instrument was. 
Hij speelde later bij de bekende traditionele bands  Four Men & A Dog, De Dannan, Sean Keane’s Band en At the Racket. Uit zijn discografie blijkt dat hij met een reeks andere muzikanten albums heeft gemaakt.

## Discografie
- Handed Down – met Cathal Hayden – 1988
- Four Men & A Dog – Barking Mad – 1991
- The Cat that Ate the Candle – met John Carty  - 1994
- Last Night's Fun - met John Carty -1996
- Dreaming up the Tunes  - met Johnny Óg Connolly – 1998
- Along Blackwater’s Banks – met Sliabh Notes
- I Will if I Can – met John Carty
- At The Racket - 1998
- Time to Dance 2 – compilatie-album
- How the West was Won – met De Dannan – 1999
- Welcome to the Hotel Connemara – met De Dannan - 2000
- Jeh That's All It Is - met John Carty - 2000
- At The Racket  - Mirth-Making Heroes – met John Carty - 2001
- With Every Breath – met Paul Doyle
- Fierce Traditional, met Frankie Gavin – 2001
- Ireland’s Harvest, met Joe Derrane en Frankie Gavin – 2002